# Кушитские языки

Современное распространение кушитских и других афразийских языков

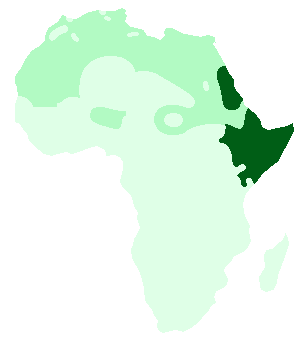
Тёмно-зелёный — кушитские языки

Кушитские языки — языковая семья в составе афразийских языков. На языках этой семьи говорят кушиты. Название дано по аналогии с семитскими языками — от имени Куша, сына Хама, который в Библии указан как прародитель народов, говорящих на этих языках.
Кушитские языки распространены на территории стран Африканского Рога. Наиболее значительными является оромо (около 25 млн носителей), сомалийский (15 млн, язык сомалийцев в Сомали, Джибути, Эфиопии, Йемене и Кении), сидамо (2 млн в Эфиопии), хадия (1,6 млн), камбатта (1,4 млн) и афарский (1,5 млн в Эритрее, Эфиопии и Джибути).

## Классификация
Существуют различные системы классификации кушитских языков.
Ниже приведена традиционная классификация, предложенная Джозефом Гринбергом:
- центральнокушитские (агавские) языки;
- восточнокушитские языки, включая сомалийский, афарский, сахо, оромо и сидамо;
- южнокушитские (ираквские) языки;
- язык беджа (бедауйе), иногда выделяемый в особую ветвь афразийских языков.

Омотские языки иногда считаются подгруппой кушитских языков (западно-кушитские языки). Отнесение языка онгота к кушитским языкам (как и вообще к афразийским) является спорным.

## Лингвистическая характеристика

### Фонетика
Для кушитских языков характерно большое количество согласных, большинство кушитских языков имеет не менее пяти гласных фонем. В некоторых из них — в том числе, сомалийском, оромо и билин — существуют тональные различия.

### Синтаксис
Порядок слов — SOV (за исключением сомалийского языка); определение, как правило, предшествует определяемому слову.

## Письменность
Большинство кушитских языков не имеют письменности. Латинскую графику используют языки оромо и сомалийский (с 1977 года).
Эфиопское письмо к языку оромо (с учетом 4-х смыслоразличительных тонов) было адаптировано в 1977 году и использовалось вплоть до 1991 года. Однако ещё в 1970 о переходе на латиницу (Oromiffa), по примеру сомалийцев, заявил повстанческий Либеральный фронт оромо (OLF; Adda Bilisummaa Oromoo).
В 1956 году шейх Бакри Сапало изобрёл силлабарий оромо, структурно близкий эфиопскому, основные знаки и огласовки которого были изобретены самостоятельно.